# Rectify/Episodenliste
Diese Episodenliste enthält alle Episoden der US-amerikanischen Dramaserie Rectify, sortiert nach der US-amerikanischen Erstausstrahlung. Die Fernsehserie umfasst vier Staffeln mit 30 Episoden.

## Übersicht
| Staffel | Episodenanzahl | Erstausstrahlung USA | Erstausstrahlung USA | Deutschsprachige Erstausstrahlung | Deutschsprachige Erstausstrahlung |
| Staffel | Episodenanzahl | Staffelpremiere      | Staffelfinale        | Staffelpremiere                   | Staffelfinale                     |
| ------- | -------------- | -------------------- | -------------------- | --------------------------------- | --------------------------------- |
| 1       | 6              | 22. April 2013       | 20. Mai 2013         | 17. November 2013                 | 22. Dezember 2013                 |
| 2       | 10             | 19. Juni 2014        | 21. August 2014      | 4. November 2014                  | 6. Januar 2015                    |
| 3       | 6              | 9. Juli 2015         | 13. August 2015      | 18. November 2015                 | 23. Dezember 2015                 |
| 4       | 8              | 26. Oktober 2016     | 14. Dezember 2016    | 8. Dezember 2016                  | 26. Januar 2017                   |

## Staffel 1
Die Erstausstrahlung der ersten Staffel war vom 22. April bis zum 20. Mai 2013 auf dem US-amerikanischen Kabelsender Sundance Channel zu sehen. Die deutschsprachige Erstausstrahlung sendete der deutsche Bezahlfernsehsender Sky Atlantic HD vom 17. November bis zum 22. Dezember 2013.
| Nr. (ges.) | Nr. (St.) | Deutscher Titel                   | Originaltitel  | Erstausstrahlung USA | Deutschsprachige Erstausstrahlung (D) | Regie          | Drehbuch                                                        |
| ---------- | --------- | --------------------------------- | -------------- | -------------------- | ------------------------------------- | -------------- | --------------------------------------------------------------- |
| 1          | 1         | Ein neues Jetzt                   | Always There   | 22. Apr. 2013        | 17. Nov. 2013                         | Keith Gordon   | Ray McKinnon                                                    |
| 2          | 2         | Das Fremde unter der eigenen Haut | Sexual Peeling | 22. Apr. 2013        | 24. Nov. 2013                         | Billy Gierhart | Ray McKinnon                                                    |
| 3          | 3         | Moderne Zeiten                    | Modern Times   | 29. Apr. 2013        | 1. Dez. 2013                          | Nicole Kassell | Evan Dunsky, Graham Gordy & Michael D. Fuller Idee: Evan Dunsky |
| 4          | 4         | Platons Höhle                     | Plato’s Cave   | 6. Mai 2013          | 8. Dez. 2013                          | Jim McKay      | Graham Gordy & Michael D. Fuller                                |
| 5          | 5         | Tropf, tropf                      | Drip, Drip     | 13. Mai 2013         | 15. Dez. 2013                         | Romeo Tirone   | Ray McKinnon                                                    |
| 6          | 6         | Das sonderbare Leben              | Jacob’s Ladder | 20. Mai 2013         | 22. Dez. 2013                         | Ray McKinnon   | Ray McKinnon                                                    |

## Staffel 2
Die Erstausstrahlung der zweiten Staffel war vom 19. Juni bis zum 21. August 2014 auf dem US-amerikanischen Kabelsender Sundance Channel zu sehen. Die deutschsprachige Erstausstrahlung sendete der deutsche Bezahlfernsehsender Sky Atlantic HD vom 4. November 2014 bis zum 6. Januar 2015.
| Nr. (ges.) | Nr. (St.) | Deutscher Titel      | Originaltitel         | Erstausstrahlung USA | Deutschsprachige Erstausstrahlung (D) | Regie              | Drehbuch                                     |
| ---------- | --------- | -------------------- | --------------------- | -------------------- | ------------------------------------- | ------------------ | -------------------------------------------- |
| 7          | 1         | All die Variablen    | Running with the Bull | 19. Juni 2014        | 4. Nov. 2014                          | Stephen Gyllenhaal | Ray McKinnon                                 |
| 8          | 2         | Schlafende Riesen    | Sleeping Giants       | 26. Juni 2014        | 11. Nov. 2014                         | Dennie Gordon      | Scott Teems                                  |
| 9          | 3         | Charlie Darwin       | Charlie Darwin        | 3. Juli 2014         | 18. Nov. 2014                         | Stephen Gyllenhaal | Coleman Herbert                              |
| 10         | 4         | Donald, der Normale  | Donald the Normal     | 10. Juli 2014        | 25. Nov. 2014                         | David Lowery       | Kate Powers & Ray McKinnon                   |
| 11         | 5         | Tu so, als ob        | Act as If             | 17. Juli 2014        | 2. Dez. 2014                          | Andrew Bernstein   | Victoria Morrow                              |
| 12         | 6         | Masel tov            | Mazel Tov             | 24. Juli 2014        | 9. Dez. 2014                          | Jim McKay          | Chad Feehan                                  |
| 13         | 7         | So schräg wie du     | Weird as You          | 31. Juli 2014        | 16. Dez. 2014                         | Sanaa Hamri        | Coleman Herbert                              |
| 14         | 8         | Die Seiten der Münze | The Great Destroyer   | 7. Aug. 2014         | 23. Dez. 2014                         | Billy Gierhart     | Scott Teems Idee: Scott Teems & Ray McKinnon |
| 15         | 9         | Bis du blau anläufst | Until You’re Blue     | 14. Aug. 2014        | 30. Dez. 2014                         | Seith Mann         | Victoria Morrow & Scott Teems                |
| 16         | 10        | Verstört             | Unhinged              | 21. Aug. 2014        | 6. Jan. 2015                          | Stephen Gyllenhaal | Ray McKinnon & Kate Powers                   |

## Staffel 3
Die Erstausstrahlung der dritten Staffel war vom 9. Juli bis zum 13. August 2015 auf dem US-amerikanischen Kabelsender Sundance Channel zu sehen. Die deutschsprachige Erstausstrahlung sendete der deutsche Bezahlfernsehsender Sky Atlantic HD vom 18. November bis zum 23. Dezember 2015.
| Nr. (ges.) | Nr. (St.) | Deutscher Titel           | Originaltitel  | Erstausstrahlung USA | Deutschsprachige Erstausstrahlung (D) | Regie              | Drehbuch                   |
| ---------- | --------- | ------------------------- | -------------- | -------------------- | ------------------------------------- | ------------------ | -------------------------- |
| 17         | 1         | Der andere Gang der Dinge | Hoorah         | 9. Juli 2015         | 18. Nov. 2015                         | Stephen Gyllenhaal | Ray McKinnon               |
| 18         | 2         | Die Spritztour            | Thrill Ride    | 16. Juli 2015        | 25. Nov. 2015                         | Lawrence Trilling  | Ray McKinnon               |
| 19         | 3         | Die Farbe der Schwermut   | Sown with Salt | 23. Juli 2015        | 2. Dez. 2015                          | Billy Gierhart     | Coleman Herbert            |
| 20         | 4         | Ich kenne deinen Namen!   | Girl Jesus     | 30. Juli 2015        | 9. Dez. 2015                          | Scott Teems        | Scott Teems                |
| 21         | 5         | Auf die Zukunft           | The Future     | 6. Aug. 2015         | 16. Dez. 2015                         | Nicole Kassell     | Ray McKinnon & Kate Powers |
| 22         | 6         | Hoffnung auf Vergebung    | The Source     | 13. Aug. 2015        | 23. Dez. 2015                         | Ray McKinnon       | Ray McKinnon               |

## Staffel 4
Die Erstausstrahlung der vierten Staffel war vom 26. Oktober bis zum 14. Dezember 2016 auf dem US-amerikanischen Kabelsender Sundance Channel zu sehen. Die deutschsprachige Erstausstrahlung sendete der deutsche Bezahlfernsehsender Sky Atlantic HD vom 8. Dezember bis zum 26. Januar 2017.
| Nr. (ges.) | Nr. (St.) | Deutscher Titel            | Originaltitel                | Erstausstrahlung USA | Deutschsprachige Erstausstrahlung (D) | Regie              | Drehbuch                      |
| ---------- | --------- | -------------------------- | ---------------------------- | -------------------- | ------------------------------------- | ------------------ | ----------------------------- |
| 23         | 1         | Ein geteiltes Haus         | A House Divided              | 26. Okt. 2016        | 8. Dez. 2016                          | Patrick Cady       | Ray McKinnon                  |
| 24         | 2         | Das Gelbe vom Ei           | Yolk                         | 2. Nov. 2016         | 15. Dez. 2016                         | Kate Woods         | Ray McKinnon                  |
| 25         | 3         | Die warme Hand des Fremden | Bob & Carol & Ted Jr & Alice | 9. Nov. 2016         | 22. Dez. 2016                         | Keith Boak         | Ray McKinnon                  |
| 26         | 4         | Die Angst vor der Angst    | Go Ask Roger                 | 16. Nov. 2016        | 29. Dez. 2016                         | Stephen Gyllenhaal | Ray McKinnon                  |
| 27         | 5         | Ananas in Paris            | Pineapples in Paris          | 23. Nov. 2016        | 5. Jan. 2017                          | Scott Teems        | Scott Teems & Coleman Herbert |
| 28         | 6         | Schwerelos im Nichts       | Physics                      | 30. Nov. 2016        | 12. Jan. 2017                         | Stephen Gyllenhaal | Scott Teems & Coleman Herbert |
| 29         | 7         | Schritt für Schritt        | Happy Unburdening            | 7. Dez. 2016         | 19. Jan. 2017                         | Billy Gierhart     | Ray McKinnon & Kate Powers    |
| 30         | 8         | Das laute Schweigen        | All I’m Sayin                | 14. Dez. 2016        | 26. Jan. 2017                         | Ray McKinnon       | Ray McKinnon                  |